# Dietersdorferbach
Der Dietersdorferbach ist ein Nebenfluss des Pölsflusses und gehört damit zum Flusssystem der Donau. Er durchfließt den Dietersdorfer Graben und mündet in Wasendorf in die Pöls (Abschnitt Pölsfluss).